# (991) McDonalda
(991) McDonalda es un asteroide perteneciente al cinturón de asteroides descubierto por Otto Struve desde el Observatorio Yerkes de Williams Bay, Estados Unidos, el 24 de octubre de 1922.

## Designación y nombre
McDonalda fue designado inicialmente como 1922 NB.
Más adelante se nombró por el observatorio McDonald llamado así en honor de su mecenas William Johnson McDonald.

## Características orbitales
McDonalda orbita a una distancia media de 3,141 ua del Sol, pudiendo acercarse hasta 2,646 ua y alejarse hasta 3,636 ua. Tiene una excentricidad de 0,1575 y una inclinación orbital de 2,07°. Emplea en completar una órbita alrededor del Sol 2033 días.
McDonalda forma parte de la familia asteroidal de Temis.